# Pala Magrini
La Pala Magrini (pala es como se denomina en italiano al retablo de un solo panel) es una pintura al temple sobre tabla de Filippino Lippi, de hacia 1483 y conservada en la iglesia de San Miguel en Foro de Lucca.

## Descripción y estilo
El retablo, perteneciente a la fase juvenil del artista en el taller de Botticelli, muestra cuatro santos alineados de pie sobre el fondo de una arboleda cuyo follaje se vislumbra contra el cielo azul. De izquierda a derecha se encuentran san Roque mostrando la llaga en el muslo, san Sebastián vestido y sosteniendo en la mano una sola flecha larga, san Jerónimo leyendo la Vulgata y santa Elena sosteniendo la cruz.
La pintura muestra una estricta observancia de las formas de su padre Filippo, pero filtradas por el ejemplo de Botticelli. Roque y Elena podrían de hecho confundirse con figuras del maestro florentino, con el rostro de la santa que recuerda la idealización típica de sus obras maestras de esos años como La primavera. Sólo el claroscuro es, ya en estas obras, más marcado. Si en las manos de la santa se advierte alguna incertidumbre, grande es la habilidad demostrada en la plasmación de su levísimo velo transparente, cuya presencia ya era habitual en las obras de Filippo Lippi, como la Lippina en los Uffizi. 
Además hay un cierto sentido del humor típico del joven Filippino, en el león amigo de san Jerónimo que asoma tímidamente la cabeza detrás de su túnica, casi como si se tratara de un gran gato doméstico.